# Pelophylax bedriagae
Pelophylax bedriagae – gatunek płaza bezogonowego z rodziny żabowatych (Ranidae). Jego status jest sporny, niektórzy autorzy synonimizują go z Pelophylax ridibundus, czyli żabą śmieszką. Występuje w krajach wschodniego wybrzeża Morza Śródziemnego. Dorasta do 9,5 cm długości i cechuje się wyraźnie zaznaczoną błoną bębenkową, zielonkawym lub brązowawym grzbietem oraz dobrze rozwiniętymi kończynami tylnymi. Do rozrodu podchodzi od wczesnej wiosny do późnego lata. Gatunek najmniejszej troski w związku z m.in. rozległym zasięgiem występowania i dużymi rozmiarami populacji.

## Etymologia
Nazwany na cześć rosyjskiego herpetologa, Jacques’a von Bedriaga.

## Wygląd
Samce dorastają do 42,5–89,5 mm długości, a samice do 43,0–95,2 mm. Długość głowy nieco większa niż jej szerokość. Nozdrza zlokalizowane mniej więcej w połowie odległości między czubkiem pyska i oczami. Błona bębenkowa widoczna, znajduje się nad nią również fałd skóry, który łączy się fałdami grzbietowo-bocznymi. Skóra na grzbiecie gładka lub lekko szorstka. Brzuch gładki. Palce u dłoni spiczaste, nie są spięte błoną pławną. Kończyny tylne długie i dobrze rozwinięte, a palce u stóp spięte są błoną pławną. Grzbiet jest zazwyczaj zielonkawy lub brązowawy. Na środku grzbietu występuje czasami wąski, jasnożółtawy albo zielony pasek, który rozciąga się od czubka pyska do urostylu. Ciało pokryte jest dużymi pomarańczowymi, jasnobrązowymi lub ciemnymi kropkami. Na grzbietnej części kończyn występują ciemne poprzeczne paski, a na wewnętrznej części ud widoczny jest czarny marmurkowy wzór na białym lub brązowym tle. Brzuszna część kończyn biaława, może występować również szary lub czarny marmurkowy wzór. Brzuch biały. Samce posiadają podwójne rezonatory, które są ciemniejsze niż reszta ciała. Oczy mają kolor pomarańczowozłoty. Występują pewne różnice w długości, ubarwieniu i długości nawoływania pomiędzy populacjami z różnych obszarów geograficznych.

## Zasięg występowania i siedlisko
Gatunek ten występuje w krajach leżących na wschodnich wybrzeżach Morza Śródziemnego. Powszechny w Anatolii oraz europejskiej części Turcji. Spotykany również w południowo-wschodniej i południowej Bułgarii, na greckich wyspach w pobliżu wybrzeża Turcji (np. Rodos), we wschodniej Syrii, dużej części Libanu, północno-zachodniej Jordanii, dużej części Izraela, w Egipcie oraz w Iranie. Gatunek ten występuje od poziomu morza do wysokości 1500 (w Jordanii) do 2100 m n.p.m. (w Turcji).
Na niektórych obszarach płaz ten jest gatunkiem obcym. Obecnie introdukowane populacje spotykane są na Wyspach Maltańskich (Malcie i Gozo), Belgii, zachodniej Szwajcarii, północnej Sardynii oraz na Cyprze, gdzie dochodzi do krzyzowania z miejscowym gatunkiem Pelophylax cypriensis.
Jest to w dużej mierze gatunek wodny, który zasiedla wilgotne obszary, takie jak bagna, stałe zbiorniki wodne, strumienie, rzeki czy oczka wodne. Gatunek o aktywności dziennej.

## Rozmnażanie i rozwój
Pelophylax bedriagae rozmnaża się od wczesnej wiosny do późnego lata. Do rozrodu dochodzi w płytkich zbiornikach wodnych. Samice składają do 2344 jaj o średnicy 1,3–1,8 mm. Dojrzałość płciowa osiągana jest w 2. lub 3. roku życia, a długość życia wynosi 4 lata dla samców i 5 lat dla samic.

## Status i ochrona
W Czerwonej księdze gatunków zagrożonych IUCN Pelophylax bedriagae sklasyfikowany jest jako gatunek najmniejszej troski (LC, least concern) w związku z rozległym zasięgiem występowania, dużymi rozmiarami populacji, a także zdolnością do zasiedlania wielu rodzajów siedlisk.
Rozmiary ogólnej populacji uznawane są za stabilne, obserwowany jest natomiast spadek rozmiarów niektórych subpopulacji. Do zagrożeń należą utrata siedlisk (spowodowana osuszaniem obszarów podmokłych), zanieczyszczenia oraz urbanizacja. W izraelskiej populacji wykryto również obecność patogenicznego grzyba Batrachochytrium dendrobatidis. Nie wykazano natomiast, aby grzyb ten prowadził do chorób czy śmierci zakażonych osobników. Płaz ten odławiany jest również w celach kulinarnych i spożywany jest często przez miejscową ludność.
Gatunek ten występuje na kilku obszarach chronionych w Turcji. Chroniony jest ponadto przez ustawodawstwo krajowe w Izraelu. W Jordanii spotykany m.in. w rezerwacie bagna Al-Azrak.